# Josep Piqué Iserte
Josep Piqué Iserte (Montbrió del Camp, 23 de gener de 1913 - 6 d'abril de 2012) va ser un arquitecte català.
Va nàixer a Montbrió del Camp, i quan tenia set anys la seva família es va traslladar a Reus, on va estudiar a l'Institut i després va anar als Escolapis de Vilanova i la Geltrú. L'any 1931 va inicia els estudis d'Arquitectura a la Universitat de Barcelona on va doctorar-se l'any 1941, després de la guerra civil. Va viure entre Barcelona i Montbrió fins a l'any 1954 quan va fixar la residència a Reus. El 1942 s'havia casat amb Assumpta Franquès, que va morir un any després. Van tenir una filla, Assumpta.
Va col·laborar amb els arquitectes Lluís Maria Albín Solà i Miquel Maria Aragonès Virgili en diverses obres, i va ser arquitecte municipal de Riudoms i de Valls. Amb facilitat per l'art, va dedicar-se a l'escultura i a la pintura, i també al disseny de mobles de ferro i a la litografia.
Es va donar a conèixer com a pintor i escultor a principis dels anys 60, quan va formar part del grup artístic ARA (Artistes Reusencs Actuals), creada el 1960 sota la direcció de Ramon Ferran amb la voluntat d’innovar en el llenguatge artístic i explorar nous camps d’expressió. Va mantenir durant els anys 70 una intensa producció.
Va crear les «piquegrafies», una forma de litografia, per tal de difondre l'obra d'art a poc preu, una fórmula que anomenava «Art a l'abast». Deia: Fa temps que em preocupa que l'art no pugui entrar en una casa qualsevol. És cert que hi ha una barrera entre l'art i l'home corrent. Això és el que m'ha portat a aquesta manera meva de refer una pintura, que jo en dic, Piquegrafies...".
D'entre l'obra que es conserva en espais públics, destaquen els monuments «La Sardana» a Sant Pere i Sant Pau, Tarragona (1973) i el «Monument a Gaudi» a la plaça d'Arnau de Palomar, a Riudoms(1975)